# Troglohyphantes polyophthalmus
Troglohyphantes polyophthalmus là một loài nhện trong họ Linyphiidae.
Loài này thuộc chi Troglohyphantes. Troglohyphantes polyophthalmus được miêu tả năm 1881 bởi Joseph.